# アレクサンダー・ヴァイスベルク＝ツィブルスキ

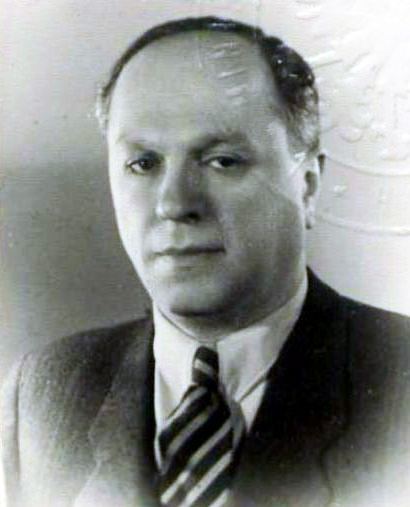
アレクサンダー・ヴァイスベルク＝ツィブルスキ。占領下ポーランドにおいて作成されたパスポートより。パスポートにはツィブルスキの署名がある。

アレクサンダー・ヴァイスベルク＝ツィブルスキ（Alexander Weissberg-Cybulski [Weißberg-Cybulski]、1901年10月8日 - 1964年4月4日）は、クラクフ生まれオーストリア国籍の物理学者・著述家・実業家。自らの体験を通じてスターリン体制下ソヴィエト連邦（ソ連）の大粛清（大テロル）を告発した『被告』（1951年）の著者として知られる。名は通称のアレックス (Alex) でも参照される。ツィブルスキはワルシャワ潜伏時以降のパートナーの姓であり、単にヴァイスベルクまたはワイスベルクとも書かれる。
ウィーンで育ち、1930年代、物理学者およびオーストリア共産党員として、ソ連ウクライナ共和国ハルキウ（ハリコフ）に渡り、ウクライナ物理工学研究所 (UFTI) に務めた。しかし、大粛清時に「スパイ」や「反革命組織の首謀者」などの容疑で捕らえられた。容疑には否認を続け、3年の拘束ののち、ソ連からナチス・ドイツに引き渡された。ナチス占領下のポーランドでは、度々ナチスの手を逃れて潜伏し、レジスタンスとしてワルシャワ蜂起に参加した。赤軍によるワルシャワ占領後にスウェーデンに逃れ、戦後は、パリにおいて実業家となった。

## 略歴

### 生い立ち
アレクサンダー・ヴァイスベルクとして、1901年10月8日、当時オーストリア＝ハンガリー帝国領であったクラクフ（現ポーランド南部）においてユダヤ系の裕福な商人の父ザムエル (Samuel) と母マリアム (Mariam) の間に生まれた。1907年、家族はウィーンに移り住み、オーストリアの市民権を得た。
1918年、第一次世界大戦敗戦を経てハプスブルクの帝国の時代が終焉を迎え、赤いウィーンと呼ばれたオーストリア社会民主党による新たなウィーン市政が始まった。このころ、ヴァイスベルクは社会主義青年運動、1921年には、社会民主党に参加した。同時に、1926年までウィーン工科大学およびウィーン大学で数学、物理学、工学を学んだ。1927年5月には、社会民主党を脱し、オーストリア共産党に入党した。7月15日、右派準軍事組織メンバーの殺人が無罪になったことへの抗議行動に端を発し、ウィーンで激しい騒乱（7月反乱〔司法省放火事件〕）が発生した（参照2月内乱）。ヴァイスベルクはこのとき、後に心理学者となる友人のマネス・シュペルバーとともに警官隊による抗議者の虐殺を目の当たりにした。
工学の学位取得後の1929年にはベルリンに移り、短期間、シャルロッテンブルク工科大学（現ベルリン工科大学）の物理学者ヴィルヘルム・ヴェストファールの助手を務めた。その後、アルゼンチン政府に雇われ、ザール地方やルール地方を行き来して機械工具等を調達する仕事を行った。一方、1930年には、ドイツ共産党の諜報組織のもとで、ソヴィエト連邦（ソ連）のため、ユンカース航空機に関する産業スパイ活動を行った疑いで起訴された。ドイツ共産党の記録文書では、急速な工業化を目指すソ連に科学技術の先端情報を伝えるため、ヴァイスベルクの人脈を利用したいと考えていたが、すぐに諜報員リストから外されている。ヴァイスベルクが軽率にもスパイ組織で働いているのだと列車の中で友人に漏らしたためだとしている。
ベルリンでこのころ知り合ったジャーナリスト・作家のアーサー・ケストラーは、この時期のヴァイスベルクについて、一見すると、チョコレート好きの景気の良い快活な実業家のようにしか見えなかったが、議論がマルクスの理論の仔細に及ぶと、自分を仮借なく「弁証法的コマギレ」にしたと述べている。また、ケストラーは、バネを変形させることはできても壊すことはできないかのような人物であると、ヴァイスベルクを「人間びっくり箱」だとも形容している。

### ウクライナ物理工学研究所

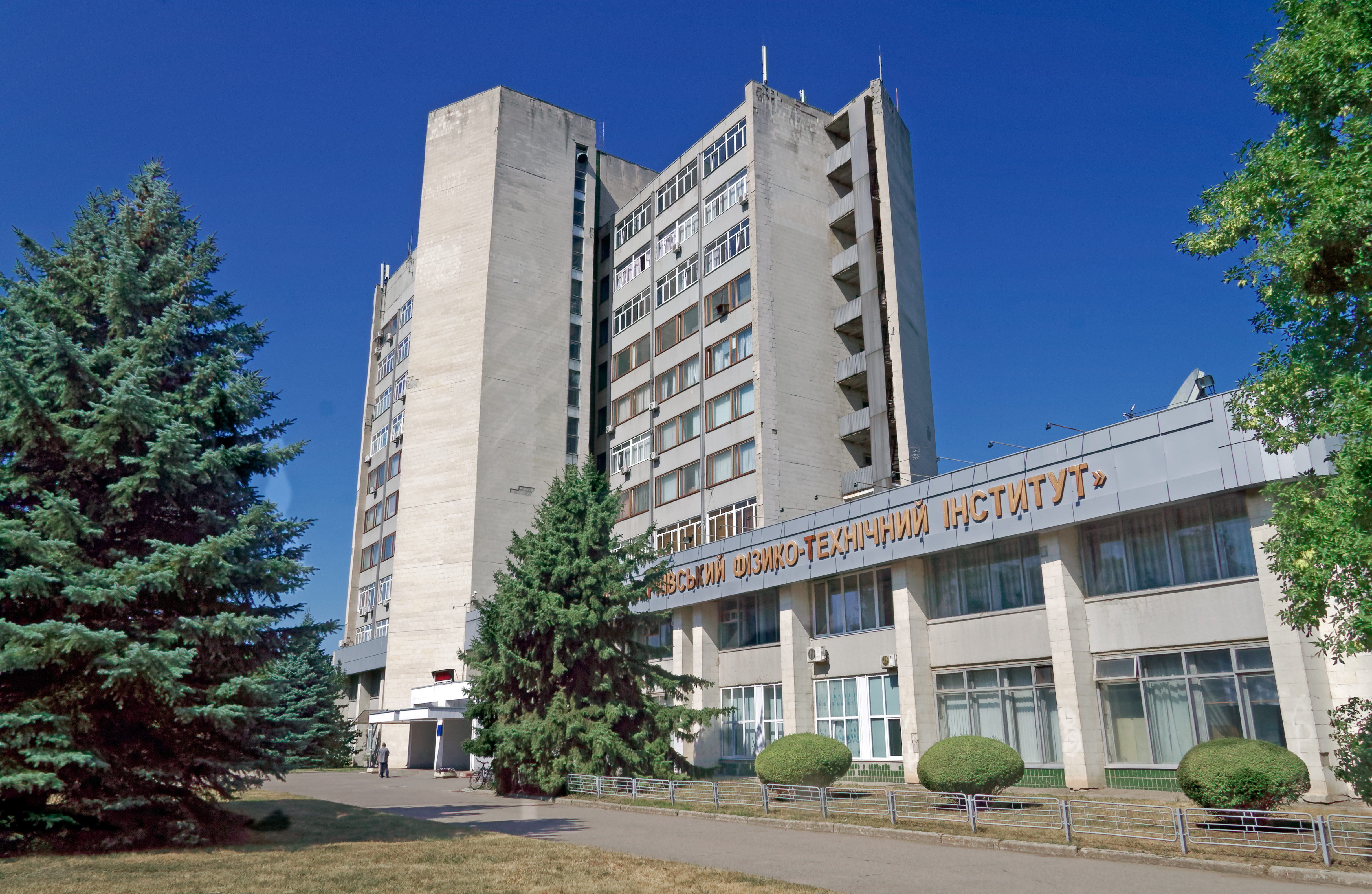
2021年のハルキウ物理工学研究所（旧ウクライナ物理工学研究所）

1931年3月、新設された研究施設のため国外専門家の招致を行っていたソ連の物理学者イワン・オブレイモフの誘いに従い、ソ連ウクライナ共和国ハルキウ（ハリコフ）に渡った。1928年に設立されたハルキウ近郊のウクライナ物理工学研究所（現ハルキウ物理工学研究所）（以下UFTI）でヴァイスベルクは、新たな低温物理実験施設の設計・建設を主導した。この作業は首尾よく進み、ヴァイスベルクは、ドイツでの部品調達の経験を活かして、モスクワをはじめ各地を奔走して必要な資材を調達することができた。また、出版の経験があったヴァイスベルクは、ソ連における学術成果を世界へ伝えられる学術雑誌『Physikalische Zeitschrift der Sowjetunion』創刊に尽力した。
一方、当時ドイツ共産党員であったケストラーも、このころ、ソ連への移住を視野にハルキウを訪問し、ヴァイスベルクの家に滞在した。しかし、ジャーナリストとして各地を取材する間、人為的飢餓（ホロドモール）とされる1932年 - 1933年の飢餓の惨状を始め、ソ連の現実に接することとなった。ケストラーは、依然、共産主義の理想は捨てなかったものの、1933年秋にはソ連を後にしている。
当時、UFTIにはシュブニコフ＝ド・ハース効果に名を遺す低温物理学者レフ・シュブニコフなど優れた才能が集結していた。また、UFTIの理論物理部門では著名な物理学者レフ・ランダウが率いたランダウ学派が生まれ、整った設備と盛んな国際交流とも相まって、UFTIは短期間のうちに低温物理、理論物理などの分野でソ連を代表する研究施設に成長していた。しかし、1934年、UFTI所長の交代とともに、研究所では軍事研究が強制され、また、秘密主義的な運営が行われるようになった。ランダウらはこうした運営に異を唱え、ヴァイスベルクもその抗議行動の先頭に立った。これは、ランダウ門下生のモイセイ・コレーツが逮捕され数か月勾留されるなどの事態を招いたが、抗議は実を結び、1935年11月、所長に前任者である物理学者アレクサンドル・レイプンスキーが復帰した。一方で、これらのことは内務人民委員部（以下NKVD）が、反体制活動があるとして、以降、ランダウらUFTIの研究者たちの行動に目を光らせるきっかけともなった。

### 逮捕
ヴァイスベルクは、ベルリンで知り合ったハンガリー生まれの陶芸デザイナー、エヴァ・シュトリカー（ザイゼル）と1931年にハルキウで結婚した。しかし、結婚生活は長く続かず、1934年には別居して、シュトリカーはモスクワの磁器・ガラス工場でデザインの仕事を続けた。
シュトリカーは、1936年5月25日、NKVDにより逮捕された。嫌疑は、シュトリカーが自らの陶芸デザインにシオニズムとファシズムの象徴を隠しこみ、2丁の拳銃を隠しもって党大会でスターリンを暗殺する計画を企てたという荒唐無稽なものであった。ヴァイスベルクはレニングラード、その後、モスクワに赴き、検事総長だったヴィシンスキーを含む有力者たちと接触してシュトリカーの無実を訴えた。オーストリア領事の働きかけもあり、逮捕から16か月後、1937年9月にシュトリカーは釈放され、新たなパスポートによりオーストリアへ出国した。1936年には、ヴァイスベルク自身もソ連出国を模索しているが、ヴァイスベルクがシュトリカー釈放のため動いたこととその時間は、結果的に彼自身の立場を危うくし、出国の機会を奪うこととなった。
1937年に入ると、UFTI自体においても逮捕者が相次ぎ、ヴァイスベルクはその最初の事例となった（ウクライナ物理工学研究所事件）。シュトリカー釈放の請願のためのモスクワ行きから戻った直後の1月25日、ヴァイスベルクはNKVDに呼び出され事情聴取を受けた。NKVDは、ヴァイスベルクが反革命組織とのつながりがあり外国政府から派遣されたのだと脅し、逮捕をほのめかして協力者としての誘い込みをかけてきた。2度の事情聴取から解放後、ヴァイスベルクは2月15日にUFTIを退職し、出国準備を進めた。しかし、果たされる前の1937年3月1日、ついに逮捕された。

### 尋問

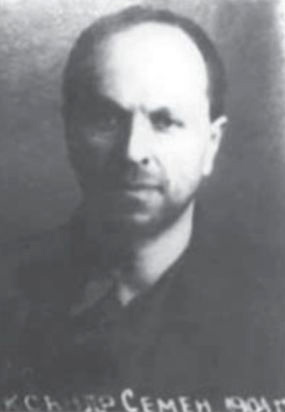
NKVD逮捕時のヴァイスベルク（1937年）。

逮捕以降の経緯は、ヴァイスベルクの回想 (ワイスベルク 1972) に基づくとおおよそ以下のようであった。ヴァイスベルクは、数か月にわたったNKVDの執拗な尋問に対し否認を続けたものの、尋問は次第に過酷さを増していった。最も過酷な尋問は、ほとんど休憩をはさむことなく3人の検察官が何日にも渡って交代で追及し続けるというもので、座ったまま眠ることもできず流れ作業のようにいつまでも続くさまからコンベヤーと称され恐れられた。コンベヤーにかけられた被疑者の多くは、ついには音を上げ、NKVDが満足するような罪を自ら作り出し「自白」した。ヴァイスベルクも、1週に渡り昼夜続いたコンベヤーの末、偽りの供述を行いサインした。極度に疲弊した中での供述において、ヴァイスベルクはスターリンの暗殺を主導したとの自白を作り上げねばならなかったが、後の展開も考慮せねばならなかった。スターリンを嫌う真の理由、すなわち、自由の喪失、飢餓、ナチスの政権奪取を利したこと、革命の重鎮たちを死に導いたことを供述に混ぜていたなら、自らを銃殺に導いただろうとヴァイスベルクは推測している。監房に戻され、睡眠を得た後ですぐにヴァイスベルクは先の供述を撤回した。再度のコンベヤーにかけられたが、5日間耐え、やはり行った供述を撤回した。
その後、監獄を移動し、異なる検察官のもとでヴァイスベルクに対する3度目のコンベヤーが1937年10月に始まった。しかし、頑なに否認を続けるヴァイスベルクを前に、コンベヤーは1日のみで中止された。次いで行われた他の供述者との対質尋問で、1931年にヴァイスベルクからナチスの秘密警察ゲシュタポのスパイ活動への協力を勧誘されたのだとする相手に対し、ヴァイスベルクは当時ゲシュタポは存在すらしていなかったと杜撰な供述の矛盾すら指摘した。別の対質尋問では、「自白」し憔悴したUFTIの低温物理学者シュブニコフに引き合わされている。ヴァイスベルクは、NKVDの検察官の少なくともひとりについて、その目論見が、来るべきブハーリン裁判において、ヴァイスベルクを有罪の証人として仕立て上げることであったろうと推測する。しかし、利用価値がないと判断されたヴァイスベルクは、以降、取り調べが進まないまま監房で2年近く放置されることになった。
ヴァイスベルクの逮捕はソ連を脱出していた前妻のシュトリカーらによって、ソ連国外でも知られるようになり、科学者の間に抗議の波がひろがった。アインシュタインは1938年5月18日付けでスターリンに宛てた手紙を著し抗議した。また、ヴァイスベルクとシュトリカー双方の友人であるケストラーが起草し、ヴィシンスキー検事総長に宛て「即時釈放を得べき必要な手段」を講ずべきとした1938年6月15日付けの電文には、フランスのノーベル賞受賞者ジャン・ペランとジョリオ＝キュリー夫妻が名を連ねた。しかし、これらがヴァイスベルクの釈放をもたらすことはなかった。
1937年夏以降、ソ連における粛清対象の輪はとめどなく広がっており、それとともにヴァイスベルクのいた監房の収監者数も横臥できないほどに増えていった。また、それまでなかった尋問での直接的な肉体的暴力が、多くの囚人に対して加えられるようになった。しかし、1938年秋以降になると、内務人民委員エジョフの失脚とともに、監房の状況はいくらか改善し、殴打はなくなり、多くの囚人で自白の取り消しも事務的に認められるようになった。一方で、取り調べが止まり収監されたままのヴァイスベルクの状況は変わらなかった。1939年、モスクワのブティルカ監獄に移送された後、否認したまま6月11日にヴァイスベルクは起訴された。
世界に衝撃を与えた独ソ不可侵条約（モロトフ＝リッペンドロップ協定）締結後の1939年末、ヴァイスベルクを含むドイツ・オーストリア国籍の多数の囚人の身柄はドイツに移送されることが決定された。過酷な扱いがなされていたことが宣伝されないよう、囚人たちはしばらくの間、ブティルカ監獄の「贅沢監房」とよばれた特殊な監房で十分な食事が与えられた。ドイツ共産党員やユダヤ人も含まれていたことは意に介されず、囚人たちは順次、国境のブク川でゲシュタポに引き渡された。

### 占領下ポーランド
移送された囚人たちはナチスにより人種的に分類され、ユダヤ系の囚人はドイツに移送されず、ナチス占領下にあったポーランド内の監獄に留め置かれた。1940年1月初めにゲシュタポに引き渡されたヴァイスベルクも、3か月間ポーランド内の監獄に勾留された後、生地であるポーランド南部クラクフのゲットー（ユダヤ人強制居住区）内で解放された。アインシュタインは再度、ヴァイスベルクの救援を試み、フィリピンでの教授職を斡旋しているが、占領下ポーランドからの出国許可は得られなかった。
1942年3月、ユダヤ人の絶滅収容所への移送が始まったころ、ヴァイスベルクは自分がゲットーの処刑対象者のリストに加えられていることを知った。ヴァイスベルクはクラクフのゲットーをひそかに脱出し、近隣の町のゲットーを転々として、半年後に首都ワルシャワにたどり着いた。ワルシャワのゲットーのユダヤ人も収容所に送られ始めると、ゲットー外の「アーリア人」地区においてゾフィア・ツィブルスカ (Zofia Cybulska, Zofia Natalia Łucja Zakrzewska h. Pomian)に匿われ、一旦はナチスの手を逃れた。しかし、1943年3月4日、ゾフィアの母親の家でゲシュタポに潜伏が発覚し捕らえられた。ヴァイスベルグは収容所に送られたが、協力者を得て、ここも脱出することに成功した。ひそかにワルシャワに戻り、同じくナチスから逃れ潜伏していたゾフィアと再会した。ワルシャワでのナチスに対する大規模な、しかし赤軍の協力なく失敗に終わったワルシャワ蜂起にレジスタンスとして参加し、戦火を再度生き延びた。
ナチス占領下ポーランドにおける5年間の奇跡的な生き残りを可能としたのは、ヴァイスベルクが危機に際して見せる大胆な行動だった。ワルシャワ蜂起においては、ドイツ軍に包囲された建物から脱出しようとしたとき、ヴァイスベルクは平然とドイツの士官に近づき、ウィーン訛りのドイツ語で「で、私はどっちへ行ったらいいですか？」と尋ねたという。士官は兵士たちのいる通りを指さしてヴァイスベルクとゾフィアを通過させ、2人はそこで別の建物に隠れて逃げ延びることができた。また、ポーランドの旧貴族でアメリカに在住するゾフィアの親類の書類と、ヴァイスベルクの正確なドイツ語も2人の生存を助けた。一方で、ヴァイスベルクは、戦争中に父親と兄弟をはじめ、ほとんどの家族と友人たちを失うことになった。
蜂起の崩壊後、ヴァイスベルクはゾフィア・ツィブルスカと結婚し、身元を隠すため妻の姓であるツィブルスキを名乗った。赤軍がポーランドを占領した後、クラクフで中小企業に勤めた後、1948年にスウェーデンに脱出した。

### 大粛清の告発
依然、スターリン体制が続いていた1951年、ヴァイスベルクは、NKVDに逮捕されてからゲシュタポに引き渡されるまでの3年間の体験を克明に記した『被告』を出版し、内部から見た大粛清の実態を西側に明らかにした (Weissberg-Cybulski 1951)。現代ウクライナの科学史家トヴェリトニコワ らは、ヴァイスベルクの記憶力と分析力のみに頼って書かれたこの著作について「いくつかの事実誤認はあるが、疑いなく重要な参考資料である」としている。
『被告』の前にも、ヴァイスベルクの大粛清に関する証言は、当時の西側の共産主義運動に打撃と混乱を与えていた。1949年、フランスの作家でナチスの強制収容所の生き残りであるダヴィド・ルーセは、ソ連にはいまだ収容所（グラーク）が残っているとして、それに関する調査委員会を立ち上げたが、これは親ソ連的であったフランス共産党系新聞『レットル・フランセーズ』により攻撃されていた。ルーセがこの新聞に対し起こした名誉棄損裁判において、ルーセは証人のひとりとしてヴァイスベルクを呼んだ。ルーセ側弁護士が読み上げたのは、ヴァイスベルク釈放を請願するヴィシンスキー宛ての文書だった。その署名者、フレデリック・ジョリオ＝キュリーは、フランス共産党のシンボル的存在だった。これは、ヴァイスベルクの証言に重みを与え、ルーセの勝訴に貢献した。
1950年から、ヴァイスベルクとゾフィアはフランス・パリを安住の地とした。フランスでは、建設会社を設立し大きな成功を収め、また、モンテカルロのカジノを愛した。1950年代、先妻エヴァ・シュトリカー（ザイゼル）の叔父にあたる科学哲学者マイケル・ポランニーは、ヴァイスベルクを反共産主義文化人の団体「文化自由会議」のメンバーに迎えた。エヴァの娘ジーン・リチャーズ (Jean Richards) は、1957年にパリのヴァイスベルクらを訪ねており、私信の中でこう回想している。「彼は驚くほど才能あるビジネスマンでした。共産主義者としては皮肉なことですが……」。ヴァイスベルクは、1964年、63歳のときパリで没した。